# Kaschatagh (Provinz)

Lage Kaschataghs in der Republik Arzach, Gebietsstand 1994–2020

Kaschatagh (armenisch Քաշաթաղի շրջան, russisch Кашатагский район, auch Qashatagh und Kashatagh) war eine Provinz der international nicht anerkannten Republik Arzach mit der Hauptstadt Berdsor. Die Provinz umfasste die aserbaidschanischen Bezirke Laçın, Qubadlı und Zəngilan, die 1992 und 1993 durch die armenische Armee besetzt wurden. Seit dem Ende des Kriegs um Bergkarabach 2020 befindet sich das Gebiet der Provinz wieder unter der Kontrolle von Aserbaidschan.

## Geografie

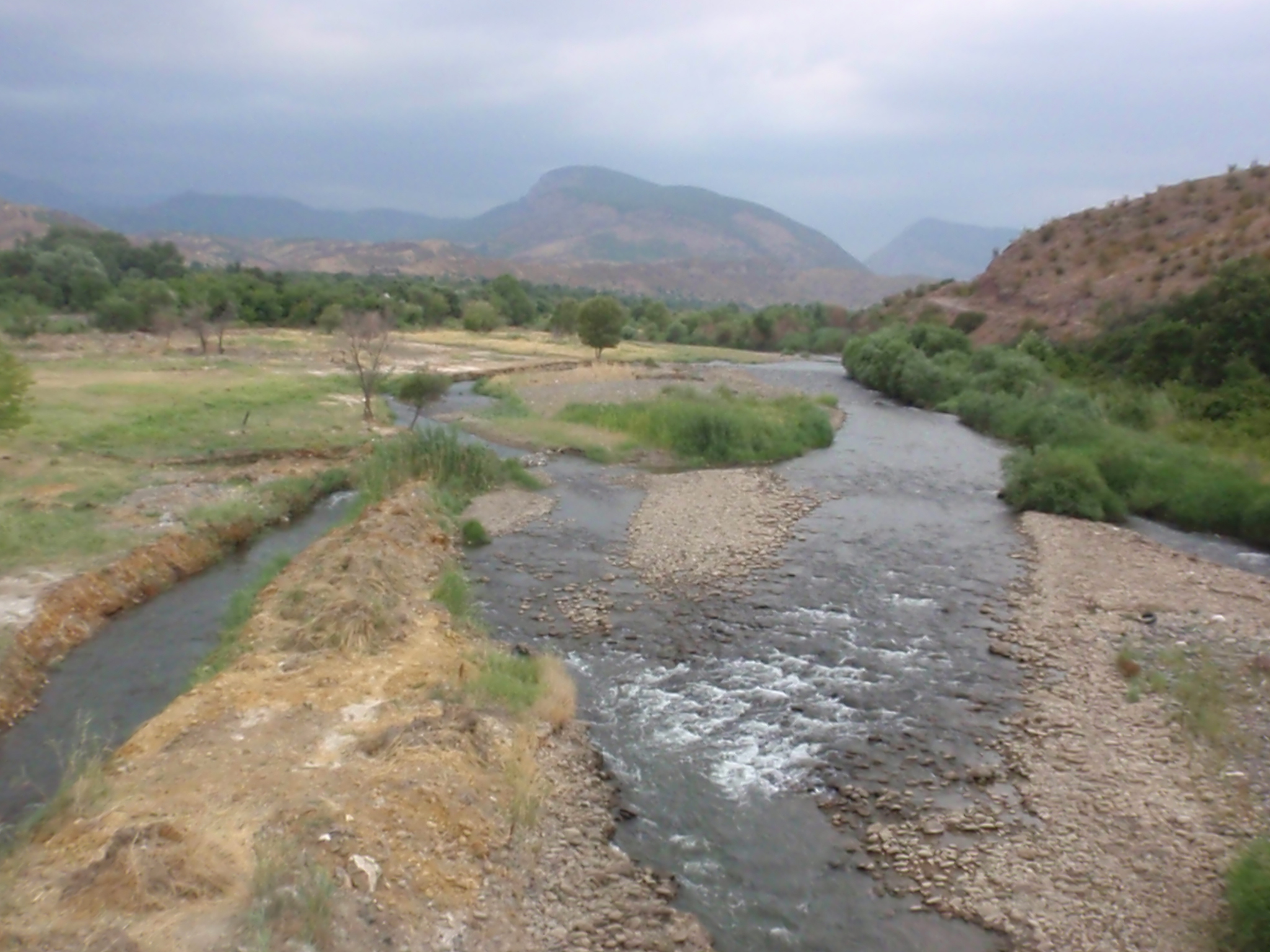
Fluss Woghdschi bei Kowsakan

Die Provinz hatte eine Fläche von 3376,6 Quadratkilometern. und erstreckte sich entlang der Grenze zu Armenien vom Karabach-Hochland im Norden zum Fluss Aras im Süden. Im Norden grenzte die arzachische Provinz Schahumjan beziehungsweise der aserbaidschanische Bezirk Kəlbəcər an, im Osten die Provinzen Martakert, Askeran, Schuschi und Hadrut. Im Süden bildete der Aras die Grenze zum Iran, im Westen befindet sich die armenische Provinz Sjunik.
Die größten Flüsse, die die Provinz durchqueren, sind der hier entspringende Hakari und der aus Armenien zufließende Worotan. Am Aras befinden sich Teile des Stausees von Choda Afarin. Im Osten wurde die Provinz vom Karabachgebirge begrenzt, im Westen von den südlichen Ausläufern des Karabach-Hochlands sowie von den Hängen der Barguschatberge und der Meghriberge.
Die Hauptstadt und größte Stadt Berdsor befand sich auch am wichtigsten Verkehrsweg, der Verbindungsstraße von Armenien zur arzachischen Hauptstadt Stepanakert im nach Berdsor (aserbaidschanisch Laçın) benannten Latschin-Korridor. Weitere wichtige Straßen verlaufen insbesondere in den Tälern des Hakari sowie entlang des Aras. Am Aras verläuft auch die seit dem Krieg zu Beginn der 1990er Jahre stillgelegte Bahnstrecke Ələt–Culfa, die in der Provinz eine Zweigstrecke zum armenischen Kapan hat.

## Geschichte
Der Name der Provinz geht auf das armenische Meliktum Kaschatagh zurück, das in der Region von 1475 bis 1730 bestand. Zuvor bestanden hier das Königreich Arzach und verschiedene Herrschaftsgebiete unter dem Namen Sjunik. Zuvor gehörte die Region meist zu einem größeren armenischen Reich und seit dem 7. Jahrhundert zeitweise immer wieder zu islamischen Staaten. 1730 zerfiel das Meliktum und unter Vorherrschaft der Safawiden siedelten sich Kurden in der Region an, schließlich wurde das Territorium integrierter Bestandteil des Khanat Karabach.
Das Khanat wurde im 19. Jahrhundert Teil des Russischen Reiches und in diesem aufgelöst. Nach der Oktoberrevolution und der Unabhängigkeitserklärung der Staaten südlich des Kaukasus war die Region zwischen der Republik Armenien und der Republik Aserbaidschan umstritten und umkämpft. Nach Eingliederung beider Staaten in die Sowjetunion fiel das Gebiet an die Aserbaidschanische SSR, der nördliche Teil wurde jedoch zeitweise Bestandteil der autonomen Provinz Rotes Kurdistan, für ein Jahr gar das gesamte Gebiet. Ab 1930 wurde es in Form mehrere Rayons nicht-autonomer Teil Aserbaidschans.
Nachdem sich in den 1980er Jahren die Spannungen zwischen den Armeniern in der benachbarten Autonomen Oblast Bergkarabach und Aserbaidschanern sowie der Aserbaidschanischen SSR verschärft hatten, erklärte Bergkarabach während des Zusammenbruchs der Sowjetunion 1991 die Unabhängigkeit und es kam zu einem offenen Krieg, in dem Armenien Bergkarabach unterstützte. Im Laufe der Jahre 1992 und 1993 konnte die Republik Bergkarabach beziehungsweise die armenische Armee das Gebiet der späteren Provinz Kaschatach, das zwischen Bergkarabach und Armenien liegt, besetzen und damit auch den strategisch wichtigen Latschin-Korridor zwischen den beiden verbündeten Kriegsparteien unter Kontrolle bringen. Die fast ausschließlich aserbaidschanische Bevölkerung floh.
Nach dem Waffenstillstand, der den Krieg 1994 beendete, wurde das Gebiet der aserbaidschanischen Bezirke Laçın, Qubadlı und Zəngilan von der Republik Arzach, wie sich das de-facto-Regime seit 2017 nennt, als Provinz Kaschatach mit der Hauptstadt Berdsor organisiert. Seit 2014 wurden in der Provinz armenische Flüchtlinge aus Syrien angesiedelt, insbesondere in der Ortschaft Ischchanadsor. Im Krieg um Bergkarabach 2020 wurde das Gebiet der Provinz zu großen Teilen von der aserbaidschanischen Armee zurückerobert. Im anschließenden Waffenstillstandsabkommen wurde die Rückgabe der übrigen Teile der Provinz beziehungsweise der drei aserbaidschanischen Bezirke vereinbart und bis 1. Dezember 2020 umgesetzt. Die Provinz befindet sich seitdem wieder vollständig unter der Kontrolle von Aserbaidschan. Nur der Latschin-Korridor mit der Stadt Berdsor und zwei weiteren Ortschaften, der von russischen Friedenstruppen als Verbindung zwischen Armenien und Arzach gesichert wurde, wurde erst im August 2022 von Aserbaidschan übernommen.

## Ortschaften und Einwohner

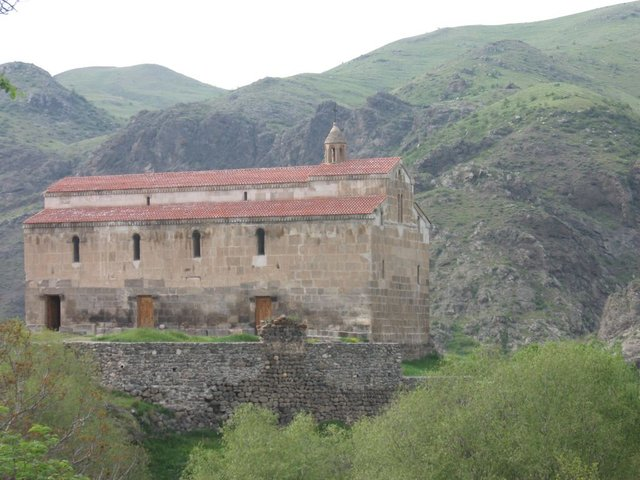
Kloster Zizernawank

Laut dem Zensus von Bergkarabach von 2005 hatte die Provinz 9.763 Einwohner, entsprechend 2,89 Einwohnern pro Quadratkilometer. Diese lebten in drei Städten, 19 größeren Orten und 47 Gemeinden. Für 2015 wurden 9.300 Einwohner geführt, davon 3.300 in vier Städten und 6.000 in 50 ländlichen Gemeinden.
| Armenischer Name (zugeh. Ortsteile)                        | in armenischer Schrift | Aserbaidschanischer Name | Einwohner nach Zensus 2005 | Koordinate |
| ---------------------------------------------------------- | ---------------------- | ------------------------ | -------------------------- | ---------- |
| Berdsor                                                    | Բերձոր                 | Laçın                    | 2.247                      | Lage       |
| Kowsakan (Karatak)                                         | Կովսական               | Zəngilan                 | 393                        | Lage       |
| Midschnawan                                                | Միջնավան               | Mincivan                 | 344                        | Lage       |
| Alaschkert                                                 | Ալաշկերտ               | Qıraq Muşlan             | 158                        | Lage       |
| Aghadsor                                                   | Աղաձոր                 | Üçüncü Ağalı             | 101                        | Lage       |
| Aghanus                                                    | Աղանուս                | Ağanus                   | 86                         | Lage       |
| Aghawnatun (Chatschgetik, Aghawno)                         | Աղավնատուն             | Quşçular                 | 60                         | Lage       |
| Ajgehowit (Ltschaschen, Towmasar, Moradschur)              | Այգեհովիտ              | Balasoltanlı             | 191                        | Lage       |
| Ajgek                                                      | Այգեկ                  | Əfəndilər                | 104                        | Lage       |
| Arzwaschen                                                 | Արծվաշեն               | Kürd Mahruzlu            | 92                         | Lage       |
| Artaschawi                                                 | Արտաշավի               | Ərdəşəvi                 | 88                         | Lage       |
| Basmatus (Gandza)                                          | Բազմատուս (Գանձա)      | Bülüldüz (Seyidlər)      | 76                         | Lage       |
| Getamedsch                                                 | Գետամեջ                | Həmzəli                  | 86                         | Lage       |
| Getap                                                      | Գետափ                  | Qarağac                  | 131                        | Lage       |
| Goghtanik                                                  | Գողթանիկ               | Pircahan                 | 86                         | Lage       |
| Dizmajri (Arzachamajr)                                     | Դիցմայրի               | Məşədismayıllı           | 71                         | Lage       |
| Drachtadsor (Ani)                                          | Դրախտաձոր              | Ağcakənd                 | 78                         | Lage       |
| Esnagomer/Lernahowit (Schrwakan, Spitakadschur, Uchtadsor) | Եզնագոմեր/Լեռնահովիտ   | Qarakeçdi                | 112                        | Lage       |
| Erizwank (Krmen, Amirian)                                  | Երիցվանք               | Alıbəyli                 | 182                        | Lage       |
| Ischchanadsor                                              | Իշխանաձոր              | Xanlıq                   | 183                        | Lage       |
| Zaghkaberd                                                 | Ծաղկաբերդ              | Güləbird                 | 271                        | Lage       |
| Zizernawank                                                | Ծիծեռնավանք            | Hüsülü                   | 113                        | Lage       |
| Zobadsor (Worduak)                                         | Ծոբաձոր                | Çöpədərə                 | 78                         | Lage       |
| Keren                                                      | Կերեն                  | Qaragöl                  | 26                         | Lage       |
| Kumajri                                                    | Կումայրի               | Qilican                  | 54                         | Lage       |
| Hajkasjan                                                  | Հայկազյան              | Qazyan                   | 72                         | Lage       |
| Harar (Suaras)                                             | Հարար                  | Aşağı Fərəcan            | 80                         | Lage       |
| Hajtagh (Aghbradsor, Gahanist)                             | Հայթաղ                 | Qorçu                    | 27                         | Lage       |
| Hak                                                        | Հակ                    | Minkənd                  | 102                        | Lage       |
| Hakari                                                     | Հակարի                 | Muradxanlı               | 126                        | Lage       |
| Hale                                                       | Հալե                   | Hal                      | 38                         | Lage       |
| Herik (Berdik)                                             | Հերիկ                  | Əhmədli                  | 67                         | Lage       |
| Hotschanz                                                  | Հոչանց                 | Hoçaz                    | 74                         | Lage       |
| Dsorap                                                     | Ձորափ                  | Qarakişilər              | 106                        | Lage       |
| Ghasaparat                                                 |                        | Alıqulu                  | 56                         | Lage       |
| Mamark                                                     | Մամարք                 | Məmər                    | 59                         | Lage       |
| Maratuk (Meghwadsor)                                       | Մարաթուկ               | Malxələf                 | 48                         | Lage       |
| Margis                                                     | Մարգիս                 | Mayıs                    | 12                         | Lage       |
| Martunaschen                                               | Մարտունաշեն            | Qaracallı                | 67                         | Lage       |
| Melikaschen                                                | Մելիքաշեն              | Ağoğlan                  | 48                         | Lage       |
| Mirik                                                      | Միրիկ                  | Mirik                    | 199                        | Lage       |
| Mscheni                                                    | Մշենի                  | Mişni                    | 84                         | Lage       |
| Moschatagh                                                 | Մոշաթաղ                | Bozlu                    | 214                        | Lage       |
| Mowsesaschen (Arachisch, Dsorachatsch, Karabak)            | Մովսէսաշեն             | Kürdhacı                 | 94                         | Lage       |
| Musch                                                      | Մուշ                   | Melikli                  | 106                        | Lage       |
| Noraschenik                                                | Նորաշենիկ              | Təzəkənd                 | 63                         | Lage       |
| Schalua (Himnaschen, Werinschen)                           | Շալուա                 | Şəlvə                    | 71                         | Lage       |
| Schirak                                                    | Շիրակ                  | Qiyaslı                  | 39                         | Lage       |
| Dschanfida                                                 | Ջանֆիդա                | Diləli Müskənli          | 65                         | Lage       |
| Saratak                                                    | Սարատակ                | Sarıyataq                | 137                        | Lage       |
| Sonasar                                                    | Սոնասար                | Sonasar                  | 73                         | Lage       |
| Sus (Gihut, Urmia, Nerkin Sus)                             | Սուս                   | Sus                      | 162                        | Lage       |
| Wasgenaschen (Antaramedsch)                                | Վազգենաշեն             | Hacısamlı                | 15                         | Lage       |
| Wakunis (Chatschin Tap, Tschormank)                        | Վակունիս               | Piçənis                  | 60                         | Lage       |
| Waghasin (Ardschadsor, Martiros, Meghraschen)              | Վաղազին                | Vağazin                  | 72                         | Lage       |
| Wan                                                        | Վան                    | Cahangirbəyli            | 187                        | Lage       |
| Wardabaz                                                   | Վարդաբաց               | Əbilcə                   | 68                         | Lage       |
| Wardananz (Wordnaw)                                        | Վարդանանծ              | Məmmədbəyli              | 184                        | Lage       |
| Werin Kaschunik                                            | Վերին Քաշունիք         | Yuxarı Mollu             | 43                         | Lage       |
| Wurgawan                                                   | Վուրգավան              | Xəndək                   | 160                        | Lage       |
| Tandsut                                                    | Տանձուտ                | Qarıqışlaq               | 162                        | Lage       |
| Tigranawan                                                 | Տիգրանավան             | Padar                    | 153                        | Lage       |
| Urekan (Amutegh)                                           | Ուռեկան                | İşıqlı                   | 168                        | Lage       |
| Pakahan                                                    | Փակահան                | Xocahan                  | 85                         | Lage       |
| Kaschunik                                                  | Քաշունիք               | Qubadlı                  | 127                        | Lage       |
| Karotan                                                    | Քարոտան                | Kavdadıq                 | 70                         | Lage       |
| Karut                                                      | Քարուտ                 | Daşlı                    | 16                         | Lage       |
| Karegah                                                    | Քարեգահ                | Qarıkaha                 | 229                        | Lage       |
| Arwakan                                                    | Արվական                | Alxaslı                  | 60                         | Lage       |
| Mchanz                                                     | Մխանց                  | Muğanlı                  | 55                         | Lage       |
| Karte mit allen Koordinaten : OSM \| WikiMap               |                        |                          |                            |            |